# Mandelholz

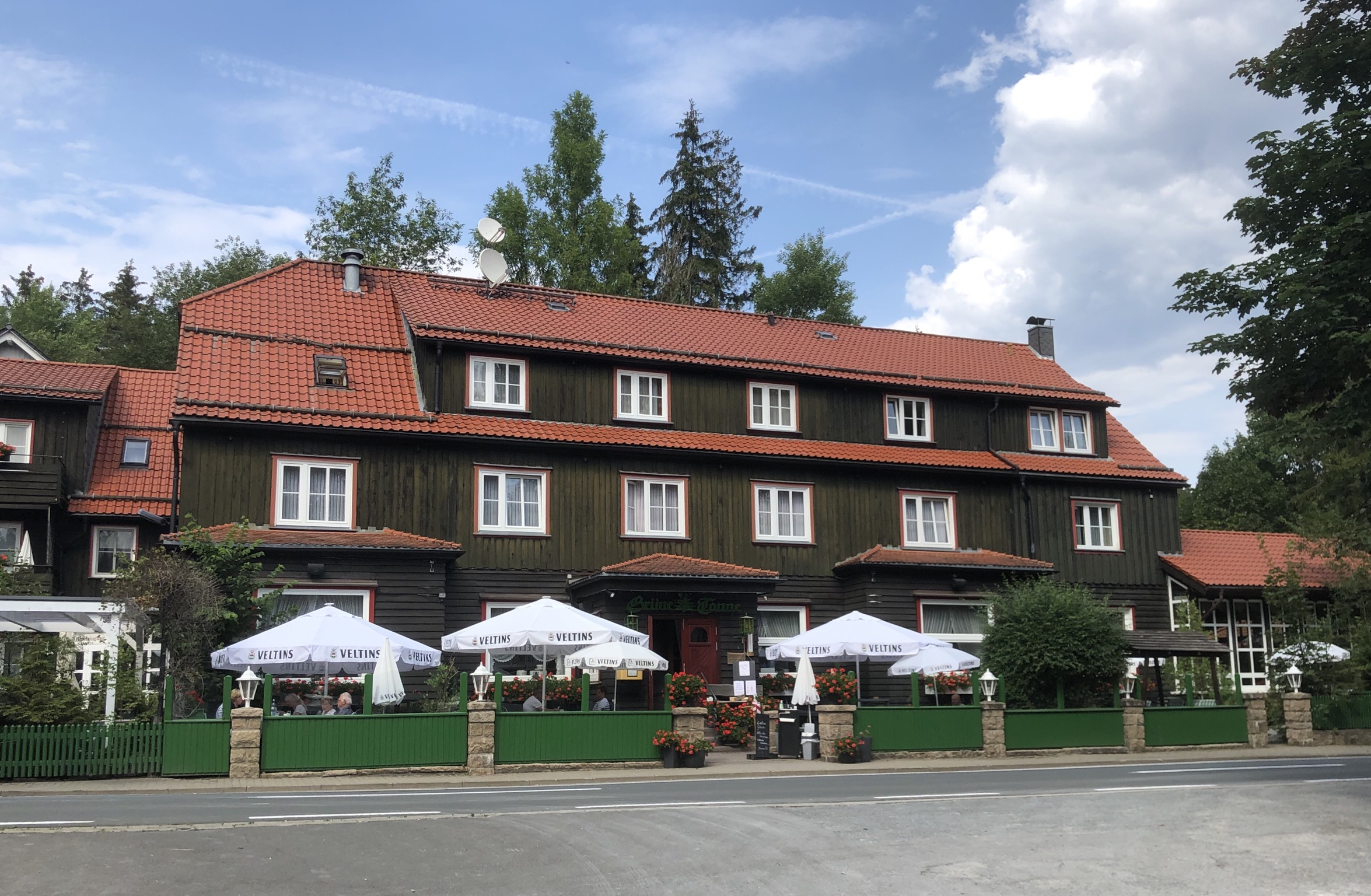
Hotel Grüne Tanne, 2020

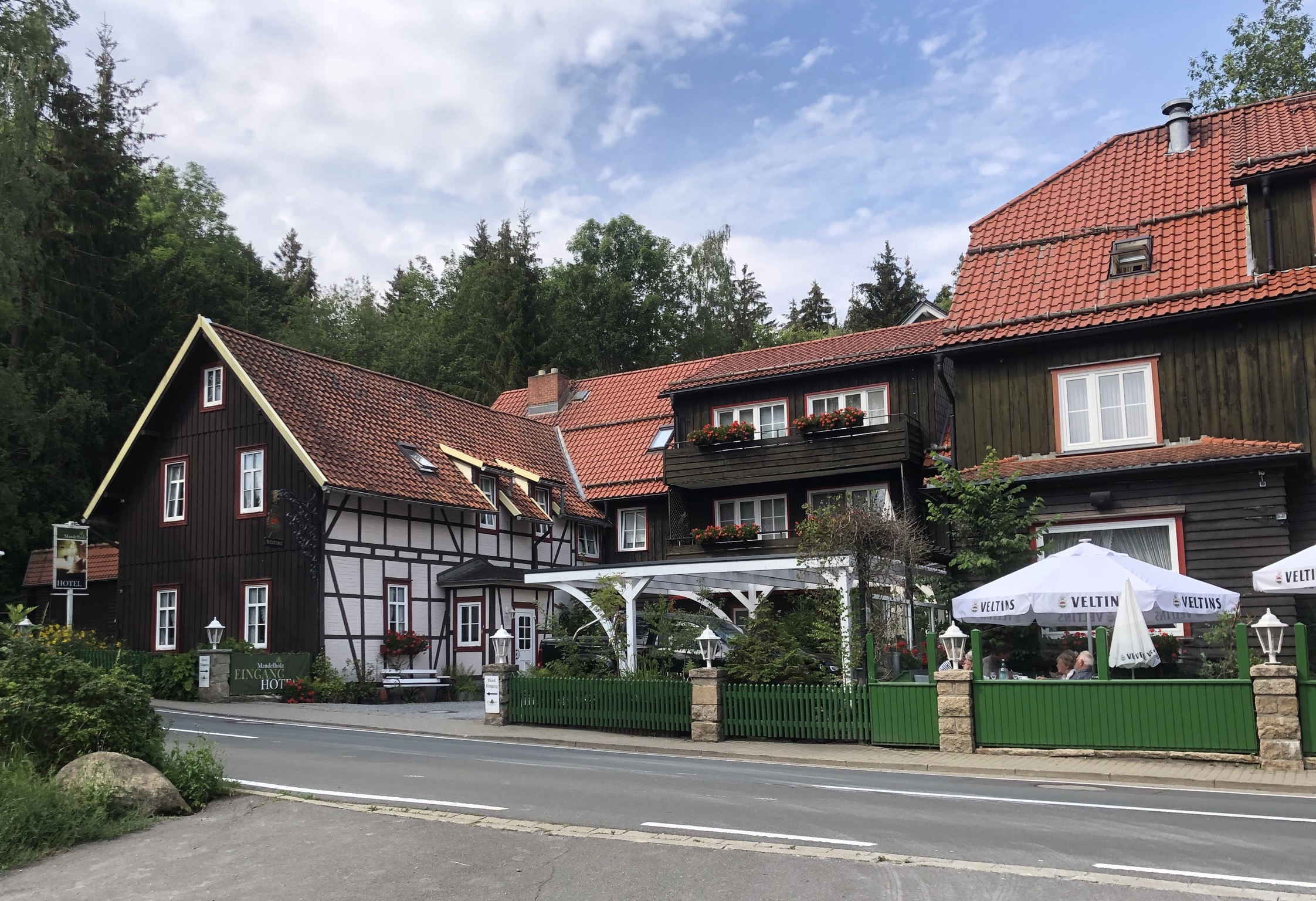
Westlicher Teil des Hotels

Mandelholz (niederdeutsch Mangelholt) ist ein Weiler des Ortsteils Elend in der Stadt Oberharz am Brocken im Harz.

## Lage
Mandelholz liegt zwischen Königshütte und Elend am Zusammenfluss der Wormke mit der Kalten Bode. Durch Mandelholz führt die Bundesstraße 27. Zu Mandelholz zählen heute zum einen das Hotel Grüne Tanne Mandelholz und das 200 Meter östlich liegenden Basthaus.
Die benachbarte Mandelholztalsperre ist ebenso wie der ehemalige Stausee Mandelhölzer Teich nach dem Weiler benannt.

## Geschichte
Eine erste urkundliche Erwähnung als Mangelholt ist aus dem Jahr 1482 überliefert. Als spätere Schreibweise bestand Mangelholtz (1732). Der Name soll sich von Mantel, als Bezeichnung für Fichte, ableiten und dürfte ein Hinweis auf einen größeren Fichtenbestand in diesem Bereich zu einer Zeit sein, als ansonsten Mischwald vorherrschte.
Für 1575 ist das Bestehen einer Sägemühle für Mandelholz belegt. Von etwa 1600 bis 1865 bestand mit Unterbrechungen im Ort die Eisenhütte Mandelholzer Hütte. Ihr Standort befand sich auf dem heutigen Parkplatz des Hotels Zur grünen Tanne. Für einen Zeitraum von 50 Jahren wurde auch eine Ziegelbrennerei betrieben. Diese gewerblichen Ansiedlungen und die außerdem betriebene Landwirtschaft führten in der Zeit zwischen 1678 und 1856 zu einer durchschnittlichen Einwohnerzahl von 43 Menschen. Am 7. Mai 1857 wurde der Bereich von Mandelholz der Gemeinde Elend zugeordnet, zuvor bestand eine Zugehörigkeit zu einer der Gemeinden, die heute den Ort Königshütte bilden. Mandelholz gehörte im Königreich Hannover zum Amt Elbingerode.
Im Jahr 1872 wurden die alten Hüttenanlagen abgerissen. Stehen blieb ein in Fachwerkbauweise errichtetes ehemaliges Wohnhaus für die Arbeiter sowie Ställe und Schuppen. Das langgestreckte Wohnhaus verfügte auf Vor- und Rückseite jeweils über drei Eingänge. Markant war ein im Dachgeschoss befindlicher Erker. 1890 war die Einwohnerzahl trotz des Abrisses auf 48 angestiegen. Das Arbeiterwohnhaus wurde auch als Arbeiterkolonie Mandelholz bezeichnet und gehörte weiterhin dem königlichen Hüttenfiskus. Es war häufig durch Hochwasser der nahe verlaufenden Kalten Bode bedroht. Befürchtet wurde insbesondere, dass der sich kontinuierlich verändernde Lauf der Kalten Bode in der Zukunft direkt das Gebäude betreffen könnte. Wohl in den 1910er Jahren erfolgten Maßnahmen zur lokalen Veränderung des Flusslaufes, um den Gefahren durch die Kalte Bode zu begegnen.
Im Zuge des Baus der Mandelholztalsperre wurde die Arbeiterkolonie Mandelholz jedoch 1956/57 abgerissen.

## Hotel Zur Grünen Tanne Mandelholz

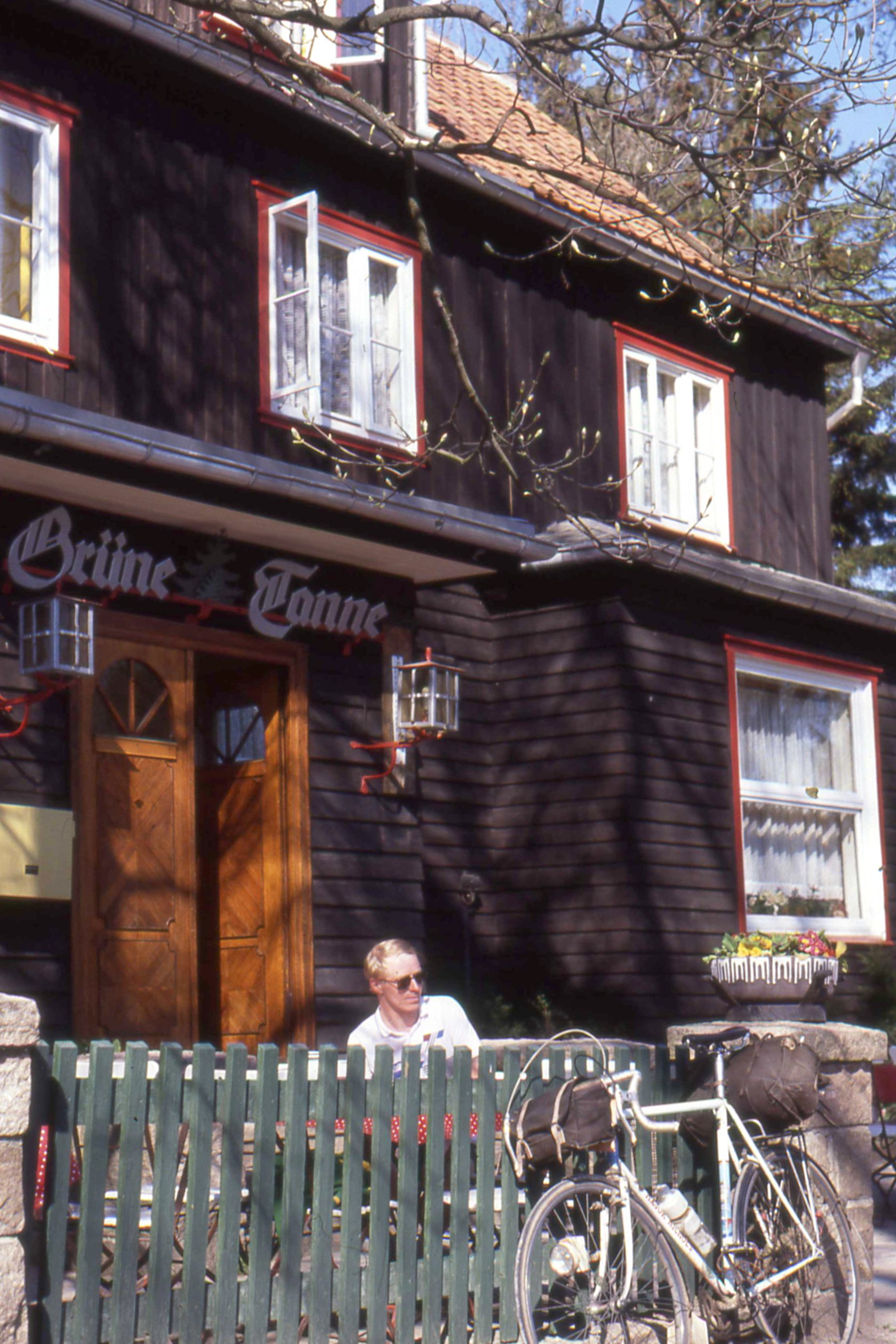
Gasthof im Mai 1990

Das heute Mandelholz im Wesentlichen ausmachende Hotel Zur grünen Tanne geht bis auf das Jahr 1896 zurück. Minna Günther, die mit ihrem Ehemann Klaus in der Arbeiterkolonie lebte, begann an der Straße Speisen und Getränke anzubieten. Durch den zunehmenden Harztourismus entwickelte sich das Geschäft. Es entstand zunächst eine schlichte Gaststätte in Form eines Bungalows, die auf den Namen des Bruders August Günther lief. Im Jahr 1903 folgte dann der Gaststättenbau Zur grünen Tanne, der auch einige Fremdenzimmer umfasste und ein bekanntes Ausflugsziel wurde. Der Sohn der Gründer, Karl Günther junior und seine Ehefrau Margarete übernahmen den Betrieb 1934 und veranlassten 1936 einen größeren Umbau, aus dem das heutige Gebäudeensemble hervorging. Die Zahl der Gästebetten stieg auf 36.
Nach dem Zweiten Weltkrieg verlief die innerdeutsche Grenze etwas westlich von Mandelholz. Die DDR wies einen fünf Kilometer breiten Streifen entlang der Grenze als Sperrgebiet aus, der nur noch eingeschränkt betretbar war. Das Sperrgebiet begann letztlich 100 Meter hinter Mandelholz, so dass die Gaststätte für DDR-Bürger frei zugänglich blieb. Die Eigentümerfamilie Günther wurde trotzdem zwangsausgesiedelt und lebte zwei Jahre in der Gegend von Halle (Saale), durfte dann jedoch zurückkehren. Sie führten das Geschäft noch bis 1975 und entschlossen sich dann, den Betrieb an die staatliche Handelsorganisation der DDR HO zu übergeben. Ihre Tochter Ingeborg Wewer war zwischenzeitlich nach Westen in die Bundesrepublik übergesiedelt. Die HO hatte jedoch Probleme mit dem Betrieb, so dass die Anlage als Schulungs- und Erholungsheim von der Betriebsdirektion Straßenbau Magdeburg übernommen wurde. Die Gaststätte blieb allerdings weiterhin für die Öffentlichkeit zugänglich. Auch Hotelzimmer konnten frei angemietet werden, da der Betrieb nur zwei beanspruchte. Jährlich verbrachten 1000 Urlauber ihren Urlaub in Mandelholz.
Leiterin des Hauses in dieser Zeit war Erika Drüsedau. Der ehemalige Eigentümer Karl Günther half noch zeitweise im Haus aus. Er verstarb 1986. Nach der friedlichen Revolution in DDR übernahm Liesgret Wewer, die Tochter von Ingeborg Wewer, Enkelin Karl Günthers, am 1. September 1990 das Haus, das so wieder in Familienbesitz zurückkehrte.
Gemeinsam mit Ehemann Edgar Sauer-Wewer wurde das Hotel modernisiert. Es umfasst jetzt 50 Betten, verfügt über einen Sauna- und Wellness-Bereich sowie einen Wintergarten. Das Restaurant ist weiterhin ein bekanntes Ausflugslokal.

## Basthaus
Schon 1253 wird ein Forstort de Baste erwähnt, der möglicherweise im Zusammenhang mit der Erntfernung von Baumrinde, dem Bast, in Zusammenhang steht. 1471 wird in einem Lehnsbrief ein Teich bei der Bast erwähnt. In der Zeit zwischen 1506 und 1580 erfolgten wiederholte Erwähnungen einer Sägemühle Zur oder über der Bast. Die Einwohnerzahl betrug bis 1856 jeweils etwa 20 Personen, die sich auf vier Familien aufteilten. Neben der Forstwirtschaft und dem Bergbau lebten die Menschen von der seit 1612 zeitweise bestehenden Eisenhütte Basthütte. Sie befand sich unterhalb des heutigen Basthauses am linken Ufer der Bode. Heute wird dieser Bereich bei hohen Wasserständen vom Stauwasser der Talsperre Mandeholz geflutet. Die Hütte bestand mit Unterbrechungen zumindest als Gebäude bis ins 19. Jahrhundert. Nach dem Abriss der Hütte nach 1868 blieb auch hier nur das ehemalige Arbeiterwohnhaus erhalten. Es wird heute als Gästehaus des Hotels Zur grünen Tanne genutzt. Um 1977 wurde außerdem eine Jägerhütte errichtet. Im Jahr 1980 wurde außerdem ein Stall zum Wohnhaus umgebaut.